# Долнолуковска гробница
Тракийска гробница при Долно Луково e еднокамерна с четириъгълен план на централната камера и допълнителни помещения. Изграденото по специфичен начин двускатно покритие на гробницата няма преки аналози сред известните тракийски зидани гробници.

## Местоположение
Археологическият обект се намира се в м. Ронките на 3,5 km северозападно от с. Долно Луково. Гробницата е изградена на билото на слабо изявен рид. Има форма на неправилен сегмент от сфера, диаметърът при основата ѝ е 32 m, а височината – 4,30 m. В околностите на селото има следи от антично селище и некропол.

## Археологически проучвания
Гробницата е открита вследствие на иманярска интервенция през лятото на 1991 г. Иманярският изкоп на билото на могилата разкрил отчасти покрива на гробницата. Горната част на северната стена на гробната камера е била разрушена и през направения отвор иманярите са проникнали в нея.
Спасителните разкопки на гробницата се провеждат през есента на 1992 г. под ръководството на българските археолози доц.Георги Нехризов и Георги Кулов. Ограниченият размер на финансовите средства налагат ограничен обем на археологическото проучване. По време на разкопките са разкрити дромосът, преддверието и гробната камера. В преддверието, пред входа на камерата е открита варовикова плоча, оформена
като част от фронтон, няколко мраморни детайли (чието първоначално място в гробницата не е установено), събрано е голямо количество фрагменти от падналата цветна хоросанова щукатура (покривала всички части от
гробницата), сребърна монета тип Александър ІІІ, части от погребален венец, фрагментирана бронзова билатерална фибула, чернофирнисова лампа, керамични фрагменти от две амфори (от островите Тасос и Кос). Повечето находките са открити в преддверието, където са намерени и човешки кости в неанатомичен ред. В дромоса, пред преддверието е била положена част от тялото на ездитен кон – лява половина от гръден кош и ляв преден крак, заедно с желязна халка от седло. След приключване на разкопките са възстановени на място разместените от иманярите плочи от пода и северната стена и конструкцията е укрпена, като са засипани и иманярските изкопи в могилния насип.
Поради нанесените сериозни щети на паметника от иманяри и грабители през 1995 г. е взето решение за осъществяване на допълнително проучване, пълно документиране, сваляне на
запазената стенна хоросанова щукатура, конструктивно укрепване и затваряне на гробницата и възстановяване на могилния насип. Проучването е финансирано от Министерството на културата.
За нуждите на архитектурното документиране е заложен сондаж на билото на могилата, чрез който е разкрит върха на двускатното покритие на гробницата. Установено е, че в миналото оттук е правен опит за проникване в камерата – горната част на покривните блокове е разбита, една от оловните пломби, които ги свързват е извадена, а друга – разтегната, така че между блоковете се е появил луфт.
Проведените консервационни дейности включват възстановяване на място на неразрушените от извадените елементи от стените и пода, поставяне на нови на мястото на изчезналите, вдигане на запазената цветна хоросанова мазилка и замазка от преддверието, монтиране на метална укрепваща конструкция в камерата, зазиждане на преддверието и възстановяване на могилния насип.

## Датиране
Въз основа на откритите материали и находки, извършеното погребение в гробницата се датира след средата на ІІІ век пр. Хр. Според доц. Нехризов възможността гробницата да е имала два периода на използване, позволява изграждането ѝ да се постави малко по-рано, но не преди началото на ІІІ век пр. Хр.

## Архитектурен план
Гробницата се състои от гробна камера с почти квадратен план и вход от юг, отворено на юг преддверие и дромос с неустановена дължина. Камерата и преддверието са построени като първо е бил оформен пода от грижливо издялани мраморни плочи с различни размери. Направо върху пода са стъпвали стените, изградени по различен начин. Северната стена на камерата е изцяло от мраморни блокове и плочи, подредени в
неправилни редове.
Южната стена отделя камерата от преддверието, в нея е оформен входа и това определя по-различния начин на изграждането ѝ. Подобно на северната стена част от страничните блокове излизат извън обема на камерата.
Покритието е двускатно, изпълнено от четири двойки масивни варовикови блокове. Долните ръбове на късите страни на покривните блокове са изрязани, така че да осигуряват по-широка контактна повърхност с блоковете, върху които стъпват отдолу и със срещулежащите им отгоре. Стабилността на конструкцията е усилена чрез оловни пломби, свързващи покривните блокове един за друг в
горната част.
Преддверието е по-тясно и по-ниско от камерата. Стените му са изградени от по два варовикови блока, лицевата страна на които е рустицирана. Покритието е осъществено по същия способ, както при камерата, но от две двойки блокове.
Дромосът е граден от ломени местни камъни на калова спойка, стените му са наклонени навън, вероятно с цел да укрепват могилния насип.
Проведеният анализ на скалните материали, употребени при строителството на гробницата, доказва местният им произход. Варовикът е бял, ронлив и мек с биокластична структура. Подобни варовици с олигоценска възраст се разкриват югоизточно от с. Малко градище и в долината на р.Армира, близо до гр.Ивайловград. Мраморът е с тънка прослойност и много дамари. Най-близо разположените находища на такъв материал са в района на с.Пелевун и при с.Камилски дол. (Минераложките и петрографски изследвания на мазилки и скални проби са извършени от екип от катедра „Минералология и петрография“ към МГУ – София с ръководител доц. А. Султанов.)

## Украса
В ортостатния първи ред от мраморни плочи на гробната камера е оформена нейната пластична украса. Върху осем от общо четиринадесетте плочи са представени релефни геометрични фигури
– диск, квадрати, правоъгълници, петолъчна звезда, както и две реалистично изработени изображения на конска глава и риба. Релефни квадрати са оформени и в два от покривните блокове. Отвън, в горния край на западната страница на входа е изсечен полумесец. Много важно е да се подчертае, че оформените в мраморните плочи изображения са били покрити с хоросанова мазилка и не са били видими, поне в един втори етап от използване на гробницата. Според доц. Нехризов малко е допустимо, но в известна степен вероятно, е мраморните плочи с релефни фигури да са преизползвани вторично.
Всички части на гробницата от Долно Луково са били покрити с хоросанова щукатура, малка част от която е съхранена на място.
Анализът на запазените части от стенописната декорация на гробницата при с. Долно Луково позволява тя да бъде причислена към пластичния структурен стил в украсата на интериора.
Пластична украса, която няма аналог по отношение избора, подредбата и местоположението на релефните фигури, изсечени в мраморните плочи. Възможна е връзка между наличните композиция от знаци и символи с погребалния култ. Те са разположени ниско, вероятно за да бъдат на нивото на положения в гробницата труп.

## Съвременно състояние
Тракийската гробница при с. Долно Луково е затрупана с пръст, за да бъде по-добре консервирана и след време да бъде реставрирана и експонирана за посещения в бъдеще.

## Фотогалерия
- Входът на гробницата
- Траншеята пред входа
- Входът заснет отвътре
- Конска глава (пластична украса)
- Звезда (пластична украса)
- Лунен сърп (пластична украса)